# البويضاء
البويضاء قرية سودانية في ولاية الجزيرة، تمثل إحدى قرى منطقة الجنيد التي تشتهر بزراعة السكر وتصنيعه، حيث تقع غرب المزارع وشرق المصنع، ويقدر عدد سكانها بحوالي 20000 نسمة، يهتم سكانها بالزراعة.
تشهد استقرارا وتنمية، تحاط بمدن كبيرة نسبيا عديدة مثل الحصاحيصا، رفاعة، الهلالية، وتمبول. تضم عدداً من القبائل والأجناس يشكل الحلاوين بشتى فروعهم غالبية سكان المنطقة.